# 스타 탄생 (1976년 영화)
《스타 탄생》(영어: A Star Is Born)은 1976년 개봉한 미국의 뮤지컬 드라마 영화이다. 프랭크 피어슨이 감독과 공동각본을 맡았다. 윌리엄 A. 웰먼 감독의 1937년 동명 영화를 두 번째로 리메이크한 작품이다.

## 줄거리
존 노먼 하워드는 유명하지만 자기 파괴적인 성향을 지닌 싱어송라이터이자 록 스타이다. 그는 술에 취해 콘서트에 지각하고, 몇 곡만 부른 채 무대를 떠난다. 이후 그의 운전기사는 존을 한 바에 데려가고, 그곳에서 에스더 호프먼이 노래를 부르고 있다. 한 팬이 존을 알아보고 시비를 거는 가운데, 에스더는 재빨리 그를 뒷문으로 데려가 탈출을 돕는다.
에스더는 존을 자신의 집으로 데려오고, 다음 날 아침 식사에 초대한다. 둘은 페퍼로니 피자를 함께 나누며 가까워지고, 에스더는 존의 콘서트에 동행하기로 한다. 헬리콥터로 도착한 존은 오토바이를 타고 무대를 질주하다 케이블에 걸려 추락하고, 앰뷸런스로 이송된다. 그의 수행원들은 에스더를 두고 떠난다.
그 후 존은 자신의 저택에서 휴식을 취하며 시간을 보내고, 라디오 DJ 베베 헤수스가 헬리콥터를 타고 그의 집 위를 맴돌며 출연을 요청하자, 이에 격분해 총을 발사한다. DJ는 존의 음악을 더 이상 방송하지 않겠다고 선언한다. 이후 존은 위스키 한 상자를 들고 라디오 스튜디오를 찾아가 화해를 시도하지만 거절당하고, 방송을 통해 조롱을 받는다.
우연히 같은 시간 광고 녹음을 하던 에스더는 그 장면을 목격하고, 존은 그녀를 자신의 집으로 데려간다. 그는 벽에 스프레이 페인트로 그녀의 이름을 적고, 두 사람은 사랑을 나눈다. 버블 욕조에서 함께 시간을 보내며 에스더는 자신이 만든 곡을 들려주고, 존은 즉흥적으로 가사를 붙여 노래를 부른다.
이후 존은 에스더를 자신의 콘서트 무대에 세운다. 처음에는 관객들의 야유를 받지만, 에스더는 점차 그들의 마음을 사로잡는다. 그녀는 존에게 결혼하고 싶다고 말하고, 망설이던 존도 결국 이를 받아들인다.
결혼 후, 존은 에스더를 남서부의 자신의 목장으로 데려가 작은 집을 짓고 지내지만, 에스더는 투어에 동행하길 원한다. 존은 그녀가 독립적으로 투어해야 한다고 주장하며, 에스더의 경력은 점점 상승해 그의 명성을 능가하게 된다.
존은 커리어를 재정비하기 위해 스튜디오로 복귀하지만, 밴드는 이미 그를 떠나 새로운 이름으로 활동하고 있다. 그는 체면을 유지하며 밴드와의 결별을 자신의 결정으로 꾸민다.
홀로 남은 그는 새로운 곡을 쓰려 하지만, 계속 걸려오는 전화가 방해가 된다. 전화 속 상대는 에스더를 찾으며 존이 그녀의 비서인지 묻는다. 에스더가 귀가하자 존은 그녀의 하루에 대해 묻고, 그녀가 그래미 후보에 올랐다는 사실을 전한다.
그래미 시상식에서 에스더는 최우수 여성 보컬 부문 수상자로 선정되지만, 존은 술에 취해 시상식장에 늦게 도착하여 소란을 일으킨다. 이후 에스더는 존에게 마지막 기회를 줄 수 있도록 매니저 브라이언에게 부탁한다. 존은 새로운 곡을 완성하고 브라이언은 이를 긍정적으로 평가하지만, 과거의 히트곡과 함께 앨범을 내자는 제안을 존은 거절한다.
이후 존은 음악 기자 퀜틴을 자신의 집에서 발견한다. 그녀는 에스더와의 단독 인터뷰를 위해 존에게 접근하지만, 에스더가 도착하자 존은 그녀를 쫓아낸다. 이후 두 사람은 격렬한 말다툼을 벌이고, 감정을 확인한 뒤 과거의 행복을 되찾기 위해 목장으로 돌아간다.
어느 날 존은 이른 아침 에스더에게 브라이언을 공항에서 데려오겠다며 집을 나선다. 그는 맥주를 손에 쥐고 빨간 스포츠카를 몰고 나가 히트곡을 들으며 출발하지만, 곧 지루함을 느껴 에스더의 노래로 전환한다. 이후 구불구불한 도로를 과속으로 질주하다 끝내 사고를 당한다.
경찰 헬리콥터가 사고 현장에 도착하고, 에스더와 브라이언은 존의 시신을 향해 달려간다. 에스더는 그의 얼굴을 닦으며 눈물을 흘리고, 존은 앰뷸런스에 실려 떠난다.
LA의 저택에 홀로 남은 에스더는 존의 목소리를 듣게 되지만, 그것은 생전 그가 작업하던 테이프였다. 그녀는 빈 집 안에서 그가 자신을 떠나지 않겠다고 약속했음을 되뇌이며 눈물을 흘린다.
이후 열린 추모 콘서트에서 에스더는 "에스더 호프먼-하워드"라는 이름으로 무대에 선다. 관객들은 촛불을 들어 존에게 경의를 표한다. 그녀는 존이 자신을 위해 쓴 노래 《With One More Look at You》를 부르고, 이어 존의 히트곡 《Watch Closely Now》를 자신만의 스타일로 재해석한다. 노래가 끝나는 순간, 에스더는 두 팔을 벌리고 하늘을 바라본다.

## 출연

### 주연
- 바브라 스트라이샌드 - 에스더 호프먼 하워드 역
- 크리스 크리스토퍼슨 - 존 노먼 하워드 역

### 조연
- 폴 마주르스키 – 브라이언 웩슬러, 존의 매니저 역
- 게리 부시 – 바비 리치 역
- 올리버 클락 – 게리 단지거, 존의 홍보 담당자 역
- 베네타 필즈 – 오레오스 멤버 역
- 클라이디 킹 – 오레오스 멤버 역
- 마르타 헤플린 – 퀜틴, 신인 음악 기자 역
- M.G. 켈리 – 베베 헤수스, 라디오 DJ 역
- 샐리 커클랜드 – 사진작가 역
- 조앤 린빌 – 프레디 로웬스타인, 존의 에이전트 역
- 언클 루디 – 모, 존의 운전기사 역
- 리타 쿨리지 – 본인 역
- 토니 오를랜도 – 본인 역
- 수잔 리처드슨 – 리무진 안의 그룹이 역 (크레딧 없음)
- 로버트 잉글런드 – 마티 역 (크레딧 없음)
- 메이디 노먼 – 평화 재판관 역 (크레딧 없음)
- 마틴 얼리히만 – 매니저 역 (크레딧 없음)

## 기타
- 미술: 폴리 플랫
- 의상: 세스 뱅크스

## 같이 보기
- 스타 탄생 (1937)
- 스타 탄생 (1954)
- 스타 이즈 본 (2018)